# Verlitouwsing
Verlitouwsing of lituanisering is het proces van culturele assimilatie, zij het gedwongen dan wel vrijwillig, van de Litouwse cultuur en taal, door niet-Litouwse volkeren of bevolkingsgroepen. Verlitouwsing kan vergeleken worden met het assimilatiebeleid dat door andere culturele groepen in Europa gevoerd werd (germanisering, polonisering, russificatie). Deze assimilatie wordt in verband gebracht met het beleid van landen die na een lange tijd weer soeverein werden, en die het aanzien en belang van hun taal in hun respectievelijke maatschappijen wilden opkrikken.

## Geschiedenis

### Middeleeuwen

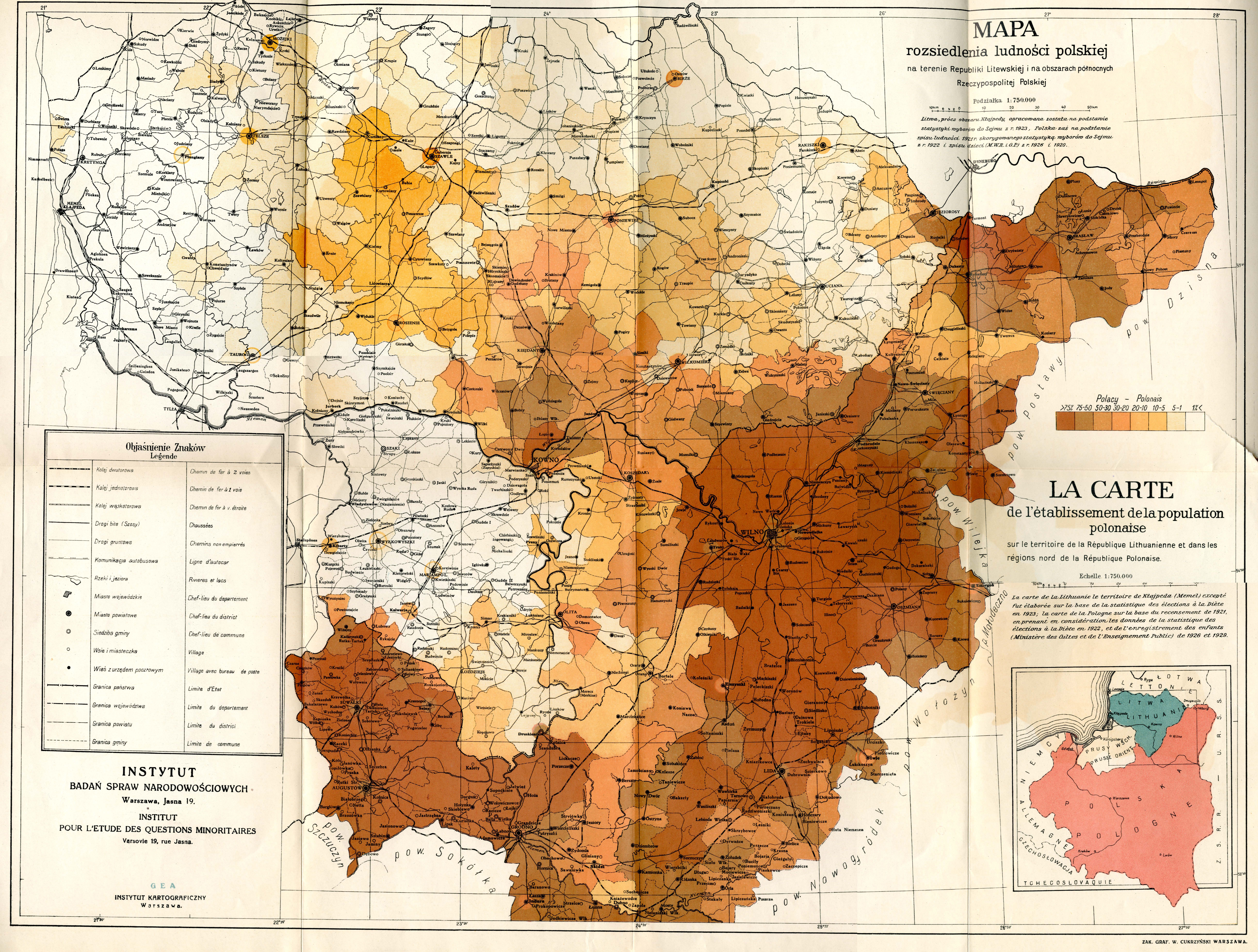
Kaart van de Poolse bevolking in Litouwen, gebaseerd op de parlementsverkiezingen van Litouwse 1923, census van 1921, en Poolse parlementsverkiezingen van 1922.

In de vroege middeleeuwen leidde de consolidatie van de Baltische gebieden onder Litouwse heerschappij tot geleidelijke verlitouwsing en assimilatie van Baltische buurstammen, al dan niet volledig, zoals de Selen, Jatvingen, Nadroven en Koeren.
De Litouwse verovering van en heerschappij over de Roetheense gebieden van de 13e eeuw tot de 15e eeuw ging niet vergezeld van verlitouwsing. Een groot deel van het Grootvorstendom Litouwen bleef Roetheens, aangezien er door toedoen van religieuze, taalkundige en culturele verscheidenheid weinig tot geen assimilatie plaatsvond tussen de heersende adel die heidens en Litouws was en de veroverde orthodoxe Oost-Slaven. 
In het zog van de militaire en diplomatieke uitbreiding van het grootvorstendom in Roetheense en Russische gebieden behielden de plaatselijke leiders een significante autonomie, die de onderlinge beïnvloeding van culturen beperkte. Zelfs wanneer sommige gebieden een leider uit het huis der Gediminiden toegewezen kregen, omarmde de hogere Litouwse adel in de Roetheense streken de Slavische gebruiken en het Orthodoxe Christendom grotendeels en werd zo ononderscheidbaar van de grotere groep Roetheense adel, zodat beide culturen samensmolten in die mate dat het merendeel van de elite in het grootvorstendom zich Litouwer noemde, maar wel Roetheens sprak. Zodoende werd de hogere Litouwse adel grotendeels Roetheens, terwijl de lagere adel in het etnische Litouwen en Samogitië de Litouwse taal bleef spreken. Het aangepaste Oudkerkslavisch, en later de hiervan afgeleide Roetheense taal, werden als lingua franca gebruikt voor officiële aangelegenheden op plaatselijk vlak en bij contacten met andere orthodoxe vorstendommen. Latijn werd gebruikt voor contacten met West-Europa. Dit veranderde echter geleidelijk aan tijdens de polonisering van Litouwen, die begon in de 15e eeuw, en vervolgens gedurende de russificatie in de 19e en 20e eeuw.

### Russische Rijk
Door de Poolse Delingen (1772, 1793 en 1795) werd het grootste deel van Litouwen binnen het Pools-Litouwse Gemenebest door het Russische Rijk geannexeerd als het Gouvernement Litouwen, terwijl Pruisen de Oostzeekust inclusief westelijk Litouwen inlijfde bij de provincie Oost-Pruisen. Aanvankelijk bemoeiden de tsaren zich niet actief met de taal en cultuur van het gebied, maar na de mislukking van de Januariopstand van 1863 voerde tsaar Alexander II (r. 1855–1881) een russificatiebeleid in. Dit hield onder andere in dat alleen de eerste jaren van het basisonderwijs nog in het Litouws mochten worden gegeven, daarna was Russisch de taal van instructie. Van 1865 tot 1904 was het verboden om het Latijnse alfabet te gebruiken om Litouwse teksten te schrijven en werd het Cyrillisch verplicht. Bovendien werd de Katholieke Kerk in Litouwen gemarginaliseerd door geestelijken te verbannen of gevangen te nemen, een bouwverbod op nieuwe katholieke kerken in te voeren en een restauratieverbod op bestaande katholieke kerken, terwijl de Russisch-Orthodoxe Kerk van staatswege gesteund en gepromoot werd. Dit russificatiebeleid in Litouwen lijkt echter averechts te hebben gewerkt, aangezien katholieke priesters in het geheim bleven doorpreken, ondergrondse katholieke parochiescholen de jeugd Litouws leerden lezen en schrijven en een uitgebreid netwerk van boekensmokkelaars erin slaagde om vanuit Oost-Pruisen Litouwse teksten gedrukt in het Latijns schrift over het Litouws taalgebied te verspreiden. Het verzet tegen russificatie stimuleerde de ontwikkeling van Litouws en ook Pools en Wit-Russisch nationalisme. De verlitouwsing keerde zich daarbij niet alleen tegen de tsaristische russificatie maar ook tegen de eerder ingezette verpoolsing (polonisering) en dwong daarmee de gepoloniseerde adel een keuze voor of tegen Litouwen te maken. In 1904 werd het verbod op Latijnse publicaties weer opgeheven en na de Revolutie van 1905 werden er nog meer beperkingen opgeheven: het was scholen, culturele verenigingen, de pers en zelfs de Katholieke Kerk weer toegestaan om in het openbaar te treden.
Een voorbeeld van verlitouwsing was de numerieke overheersing van zowel Litouwse als Poolse joden in de 19e eeuw (tot dan toe de grootste etnische groep onder de burgers in de grootste steden van Litouwen) door etnische Litouwers uit het platteland. Op die manier was het proces van verlitouwsing eerder demografisch en niet geïnstitutionaliseerd.

### Interbellum
Pas toen het land onder de naam Republiek Litouwen (1918-1940) een onafhankelijke staat werd in de nasleep van de Eerste Wereldoorlog, werd het proces van verlitouwsing van de joodse minderheid in de steden meer geïnstitutionaliseerd. Ook omstreeks die tijd begon de jonge Litouwse staat zich te richten op culturele en taalkundige assimilatie van andere grote groepen niet-Litouwse burgers, voornamelijk Polen en Duitsers. Aanvankelijk was de Litouwse regering eerder democratisch and beschermde ze de culturele tradities van de verschillende etnische groepen. In 1917 beloofde de resolutie aangenomen door de Vilniusconferentie vrijheid aan de nationale minderheden voor dier culturele noden. Na de Eerste Wereldoorlog werd de Raad van Litouwen, de wetgevende tak van de regering, uitgebreid met joodse en Wit-Russische vertegenwoordigers. De eerste regeringen van Litouwen had ministeries voor joodse en Wit-Russische aangelegenheden. 
Nadat het Vilniusgebied (Republiek Midden-Litouwen) in 1922 buiten de Litouwse soevereiniteit raakte, bevonden de grootste gemeenschappen van Wit-Russen, joden en Polen zich buiten het Litouwse grondgebied. Om die reden werden voorgenoemde speciale ministeries gesloten. In 1920 werd de Joodse gemeenschap nationale en culturele autonomie toegekend. Wegens interne twisten tussen Hebreeuwse en Jiddische groeperingen werd dit project in 1924 begraven.
Toen Litouwen zijn onafhankelijkheid op touw zette en nationalistische gevoelens aanwakkerden, trachtte de staat het gebruik van het Litouws in het dagelijks leven te intensiveren. Een van de maatregelen die de Litouwse regering nam, was de gedwongen verlitouwsing van niet-Litouwse namen. De scholen van de minderheden in Litouwen speelden echter een belangrijke rol. Het grootste netwerk van minderhedenscholen werd uitgebaat door de joodse gemeenschap. In 1919 waren er 49 joodse middelbare scholen, in 1923 waren dat er al 107, en in 1928 maar zelfs 144. In 1931 viel het aantal terug tot 115, en bleef stabiel tot 1940.
In het begin van 1920 telde Litouwen 20 Poolse taalscholen voor de Poolse minderheid in Litouwen. Dit aantal daalde tot 30 in 1923, en verder tot 24 in 1926. De belangrijkste reden voor deze terugval was het beleid van de Litouwse christendemocraten om studenten bij wie de Litouwse nationaliteit op het paspoort stond, over te plaatsen naar Litouwse scholen. Nadat de partij de controle verloor schoot het aantal scholen omhoog tot 91. Vlak na de staatsgreep van 1926 kwamen de nationalisten onder leiding van Antanas Smetona aan het bewind, en besloten Litouwers te verbieden aan Poolse scholen te studeren. Kinderen uit gemengde huwelijken moesten ook naar Litouwse scholen. Vele Polen werden als Litouwers genoteerd in hun paspoort, en moesten dus ook naar Litouwse scholen. Uiteindelijk belandde het aantal Poolse scholen in 1940 op 9. In 1936 besloot een nieuwe wet dat een student slechts aan een Poolse school mocht studeren indien beide ouders Pools waren. Deze situatie leidde tot de opening van vele niet-erkende scholen, veelal gesponsord door "Pochodnia". Hun aantal oversteeg de 40 in 1935. Een gelijkaardige situatie kenden de Duitse scholen in het gebied rond Klaipėda.
De Litouwse houding jegens etnische Polen was grotendeels gebaseerd op het idee hen te beschouwen als geboren Litouwers, die in de loop van de laatste eeuwen verpoolst raakten en tot hun ware identiteit gebracht dienden te worden. Een andere belangrijke factor was de gespannen verhouding tussen Litouwen en Polen, zeker wat betrof de streek rond Vilnius en beperkingen op het gebied van cultuur en onderwijs voor de Litouwse bevolking aldaar. Zo werden in 1927 de voorzitter van "Rytas", de vereniging van de Litouwse minderheid in Polen, en 15 leerkrachten tijdelijk aangehouden en werden 47 scholen gesloten.
Hoewel de grondwet van de Litouwse Republiek gelijke rechten garandeerde voor alle levensovertuigingen, werden orthodoxe mensen gediscrimineerd. De Litouwse staat besloot orthodoxe kerken in beslag te nemen die vroeger katholiek waren en tot orthodoxe kerken waren gewijd. Bij de kerken die katholiek gemaakt werden waren echter ook 17 kerken die nooit katholiek geweest waren. Dertien orthodoxe kerken werden vernietigd. Al deze veranderingen gingen vergezeld van woede jegens de orthodoxe bevolking in de media en op bijeenkomsten. Een andere bevolkingsgroep die het slachtoffer werd van discriminatie waren de Polen. Nationalistische Litouwse katholieke priesters, in het Pools "Litwomany" geheten, begonnen de Litouwse taal overal door te drukken, in plaats van het Pools, dat sinds eeuwen gebruikt werd in de kerkdienst. Anti-Poolse propaganda werd gesponsord door de Litouwse staat. Gedurende het interbellum werden vele karikaturen uitgebracht, waarin Polen werden afgebeeld als misdadigers en zwervers.